# Діон (Декаполіс)
32°35′55″ пн. ш. 35°51′30″ сх. д. / 32.598611111111° пн. ш. 35.858333333333° сх. д.
Діон (у візантійських авторів Дій, грец. Δίον Δεκαπόλεως) — античне місто у Зайорданні, точне місце розташування якого наразі невідоме.

## Історія міста
У наступні пару століть після завоювання Перської імперії Александром Македонським у Зайорданні виник цілий ряд елліністичних міст. Деякі з них, і Діон в тому числі, претендували на заснування самим великим завойовником, проте наразі жодне з цих тверджень не отримало підтвердження. Фактично міста засновували єгипетські Птолемеї та сирійські Селевкіди (останні відвоювали Палестину у Єгипту в 200 році до н. е.). Хто саме та коли став фундатором Діону невідомо — більше того, існують лише припущення де саме розташовувався цей населений пункт, відомий через карбовані ним монети та кілька згадок у римських та ранньовізантійських авторів.

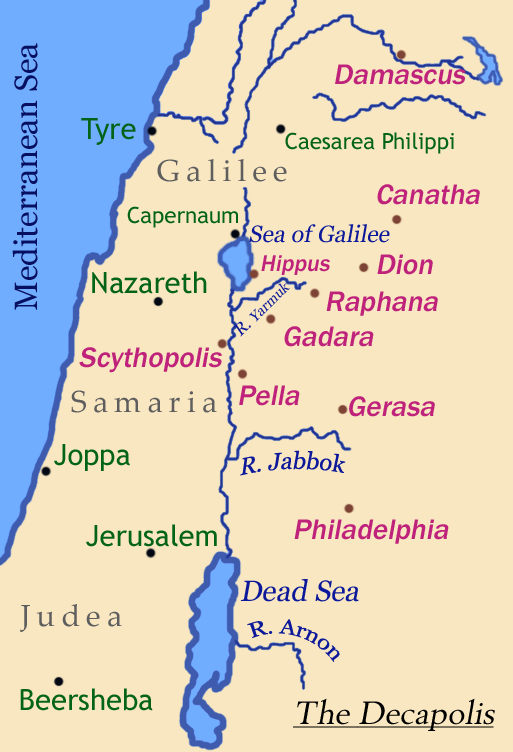
Карта Десятимістя. Розташування Діону відповідає його ідентифікації з Тель-аль-Ашарі

Перша відома подія з історії Діону відноситься до війн юдейського царя Александра Янная (перша чверть 1 століття до н. е.). Останній вів тривалу та в підсумку успішну боротьбу проти насаджених у Палестині (включаючи Зайордання) елліністичних поселень, вистояти в якій до смерті Янная змогли лише Філадельфія, Птолемаїда та, можливо, Гераса. Як повідомляє Йосип Флавій у «Юдейських старожитностях» та «Юдейській війні», між взяттям Пели (друга половина 80-х років до н. е.) та перед походом на Герасу (або Ессу) Александр захопив Діон.
Менш ніж за два десятиліття по тому до Палестини прибув римський полководець Помпей, котрий перед цим перетворив відняту у вірменського царя Тиграна Сирію на володіння Рима. В 64/63 році до н. е. він рушив з Дамаску на південь проти набатеїв та дійшов до Діона. Тут його покинув юдейський правитель, що викликало гнів Помпея та змусило змінити маршрут, відправившись через Пелу до Юдеї. За результатами цього походу римський полководець створив на основі цілого ряду елліністичних міст так званий Декаполіс — найпівденніший підрозділ нової провінції Сирія. Одним з його епонімних міст став Діон, відібраний у юдеїв та повернутий колишнім елліністичним мешканцям. На честь цієї видатної для містян події вони започаткували нову еру свого літочислення — помпейську, з початком відліку у 64/63 р. до н. е.
Припускають, що саме Діон мав на увазі Йосип Флавій, коли розповідав про битву в кінці 30-х рр. до н. е. між юдейським правителем Іродом Великим та арабським царем Маліхом I. В обох зазначених вище творах Йосипа говориться, що події розгорнулись поблизу Діосполісу, проте поселення з цією назвою з'явилось в Палестині лише при Септимії Севері (або, найраніше, при Адріані), тобто суттєво пізніше за життя автора. Та й лежав палестинський Діосполіс в центрі Юдеї неподалік Єрусалима, тоді як інші битви тієї війни розгорнулись біля східних міст Декаполісу — Канати та Філадельфії.   
Наступне, що відоме про Діон — це підтвердження його існування на початку 3 століття завдяки карбуванню монети при Септимії Севері та Елагабалі. На монетах періоду правління Севера зображували не лише самого імператора, але й членів його родини — дружину Юлію Домну та дітей Каракаллу і Гету. На іншій їх стороні могли розміщати богинь Афіну чи Тіхе, або гексастильний — з шістьома колонами на фасаді — храм (тобто одну зі споруд міста).
На початку ж 6 століття філософ Дамаскій у описанні своєї подорожі зазначив про закинуте місто Діон. Немає жодних натяків, яка військова, природна чи економічна катастрофа призвела до такого результату.

## Можливе місце розташування
Наявні непрямі свідчення дозволяють підшукувати для Діона розташування у східній групі міст Декаполісу, десь на дорозі між Дамаском та Пелою, на межі з Аравією (до останньої, зокрема, відносили Дій такі візантійські автори, як Гієрокл, Георгій Кіпрський та Георгій Сінцел). Додаткові відомості містить зазначена вище подорож Дамаскія, котра почалась із Бусри. Рухаючись у західному напрямку, він досяг місця, де рівнина переходить у гористу місцевість на схід від долини Йордану. Поминувши закинутий Діон, Дамаскій почав спуск до ущелини, котрий тривав 15 стадій (2,7 км). На дні останньої знаходилось чимало садів, а в одному місці було джерело та утворений ним водоспад, котрий вважався належним до річки Стікс (можливо саме тому Стефан Візантійський наводить поширену думку про небезпеку води Діона — «солодка вона для пиття, проте випивши ти позбавишся не лише спраги, але й одразу самого життя»). На жаль, з наявної інформації неможливо однозначно зрозуміти, який саме з каньйонів притоків Йордана (або допливів цих приток) мав на увазі Дамаскій.

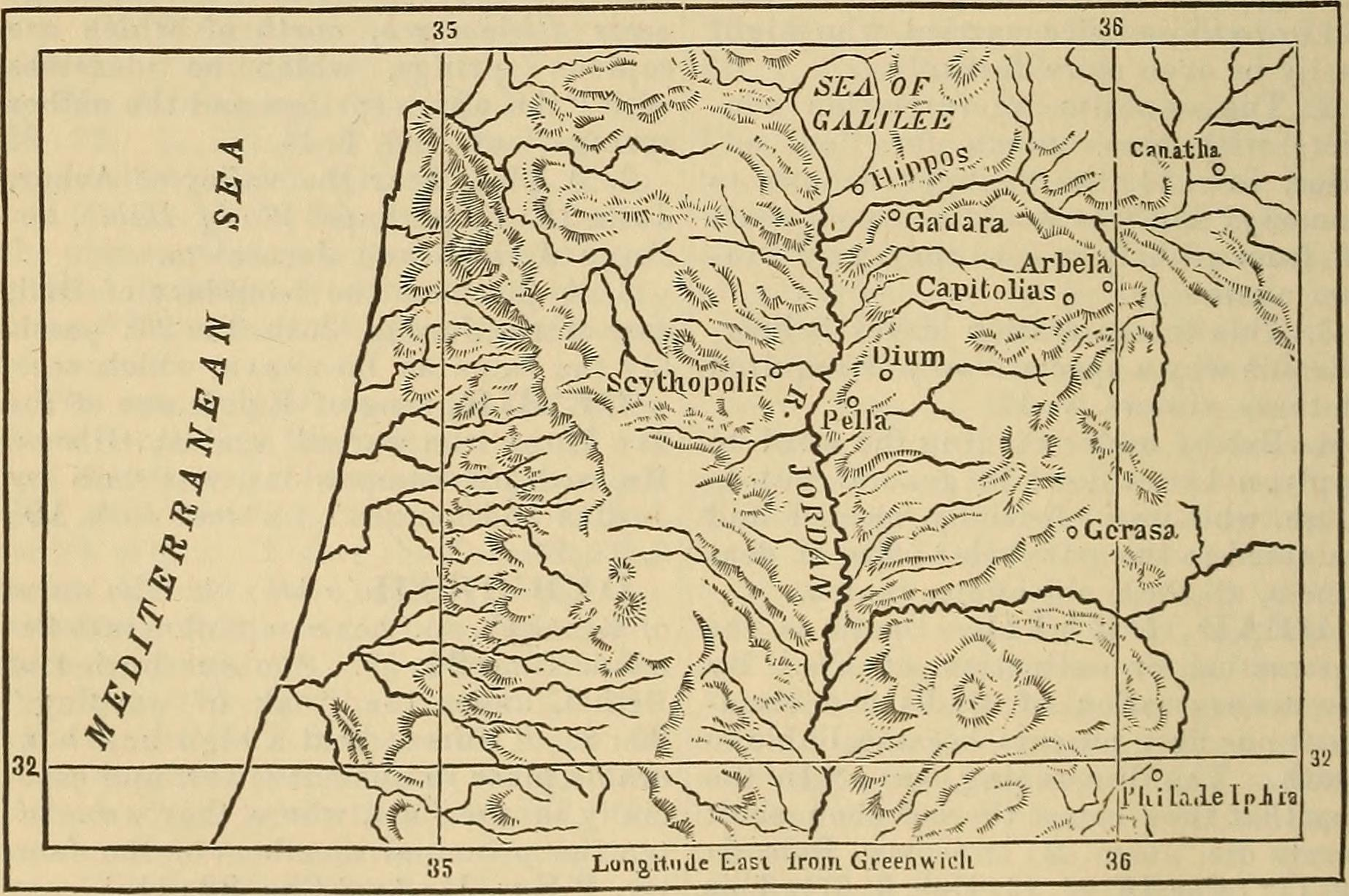
На старій (1887) карті Святої землі Діон розмістили близько до Пели

Одним з можливих місць розташування Діона вважається пагорб Тель-аль-Ашарі за п'ять кілометрів на захід від Тафаса у сучасній сирійській провінції Дар'а. Він розташований на південній стороні каньйону Ваді-ал-Ехрер (права притока Ярмука), котрий в цілому задовольняє описові Дамаскія. Мандрівники кінця 19 — початку 20 століття засвідчували наявність на пагорбі численних слідів будівель римського періоду — барабанів колон, іонічних капітелей, сидінь невеликого — 20 метрів у діаметрі — театру (проте вже сама наявність останнього в поселенні дозволяє розглядати його як місто). Наразі всі ці елементи вивезені як будівельний матеріал до Тафасу (та іншого розташованого неподалік сучасного міста Мзейреб), в якому зокрема знайшли численні надгробки з датуванням, ймовірно виконаним у відповідності до помпейської ери (що є підтвердженням зв'язку місцевості з якимось із міст Декаполісу).
Втім, Тель-аль-Ашарі також інколи намагаються ідентифікувати з Рафаною — ще одним загадковим містом Декаполісу. Що стосується Діону, то його пробували шукати й в інших місцях. Так, на південній околиці Ірбіду (Йорданія) для цього пропонувалось одразу дві місцевості — Едун (за його фонетичний збіг з Діоном) та Тель-аль-Хосн — при цьому зовсім поруч, на північній околиці Ірбіду, виявлено античне місто, ідентифіковане як Капітоліда (настільки близьке сусідство двох значних поселень, кожне з яких карбувало монету, може бути аргументом проти розміщення Діону в районі Ірбіду). Крім того, як ще один кандидат на роль Діона пропонувався Куфр-Абіл, розташований ближче до Пели.